# Пионер (Арский район)
Пионер — деревня в Арском районе Татарстана. Входит в состав Старокырлайского сельского поселения.

## География
Находится в северо-западной части Татарстана на расстоянии приблизительно 18 км по прямой на север от районного центра города Арск у речки Утня.

## История
Основана в 1930-е годы.

## Население
Постоянных жителей было: в 1938—220, в 1949—232, в 1958—195, в 1970—114, в 1979 — 87, в 1989 — 14, 2 в 2002 году (татары 100 %), 9 в 2010.